# Mel Jarnson
Mel Jarnson (Bangkok, 1 de febrero de 1998) también conocida cómo Melanie Jarnson, es una modelo y actriz de cine y televisión australiana nacida en Tailandia.

## Biografía
Melanie es mitad tailandesa y mitad australiana. inició en el mundo del modelaje a la edad de doce años. Comenzó su carrera en televisión en la serie australiana Harrow (2019), seguido por un cortometraje llamado Pretty Boy (2020). Ganó reconocimiento al participar en la serie Between Two Worlds (2020) en el papel de Georgia König, y recientemente apareció en la cinta Mortal Kombat (2021) en el papel de Nitara.

## Filmografía
| Año  | Título             | Papel         | Notas               |
| ---- | ------------------ | ------------- | ------------------- |
| 2018 | And again, her     | Ella          |                     |
| 2019 | Harrow             | Taylor Ford   | Debut en televisión |
| 2020 | Pretty Boy         | Tara          |                     |
| 2020 | Between Two Worlds | Georgia König |                     |
| 2021 | Mortal Kombat      | Nitara        | Debut en cine       |